# 蒙特維爾 (新澤西州)
蒙特維爾（英語：Montville）是位於美國新澤西州摩里斯縣的一個鎮區。

## 地方資料
蒙特維爾的面積為49.51平方千米，當中陸地面積為48.24平方千米，而水域面積為1.27平方千米。根據2020年美國人口普查的數據，當地共有人口22450人，而人口密度為每平方千米453.44人。